# داغينهام هيثوي (محطة مترو أنفاق لندن)
داغينهام هيثوي (بالإنجليزية: Dagenham Heathway)‏ هي إحدى محطات مترو أنفاق لندن. تقع على خط ديستريكت أفتتحت في المنطقة (Zone) رقم 5 أفتتحت في 12 سبتمبر 1932.